# Архиепархия Панамы
Архиепархия Панамы (лат. Archidioecesis Panamensis) — архиепархия Римско-Католической церкви с центром в городе Панама, Панама. В митрополию Панамы входят епархии Давида, Колона-Куна-Ялы, Пенономе, Сантьяго-де-Верагуаса, Читре, территориальная прелатура Бокас-дель-Торо. Архиепархия Панамы распространяет свою юрисдикцию на всю территорию провинции Панамы. Кафедральным собором архиепархии Панамы является церковь Успения Пресвятой Девы Марии в городе Панама.

## История
28 августа 1513 года Римский папа Лев X издал буллу "Pastoralis officii debitum", которой учредил епархию Санта-Мария-де-ла-Антигуа-Дарьена, которая стала первой католической епархией на американском континенте. Первоначально епархия Санта-Мария-де-ла-Антигуа-Дарьена входила в митрополию Севильи. 7 декабря 1520 года епархия Санта-Мария-де-ла-Антигуа-Дарьена была переименована в епархию Панамы.
24 апреля и 3 ноября 1534 года епархия Панамы передала часть своей территории для возведения новых епархий Картахены (сегодня — Архиепархия Картахены) и Леона.
12 февраля 1546 года епархия Панамы вошла в митрополию Лимы. 22 августа 1546 года епархия Панамы передала часть своей территории для возведения новой епархии Попаяна (сегодня — Архиепархия Попаяна).
В 1751 году епископом Панамы стал первый житель Панамы Франсиско Хавьер-де-Луна Виктория-и-Кастро.
22 апреля 1836 года Римский папа Григорий XVI издал буллу "Romanorum Pontificum", которой епархия Панамы вошла в митрополию Боготы и была в ней до 1901 года, когда она вошла в митрополию Картахены.
29 ноября 1925 года епархия Панамы передала часть своей территории для образования нового апостольского викариат Дарьена. В этот же день епархия Панамы была переведена в прямое подчинение Святому Престолу.
6 марта 1955 года епархия Панамы передала своей территории для возведения новой Епархия Давидаепархии Давида и в этот же день была возведена в ранг архиепархии буллой "Etsi cotidie" Римского папы Пия XII.
21 июля 1962 года, 13 июля 1963 года и 18 декабря 1993 года архиепархия Панамы передала часть своей территории для возведения епархий Читре, Сантьяго-де-Верагуаса и Пенономе.

## Ординарии архиепархии
- епископ Juan de Quevedo Villegas OFMObs[1] (9.09.1513 — 24.12.1519);
- епископ Vicente de Peraza (Pirez) OP (5.12.1520 — 1526);
- епископ Martin de Bejar OFM (1527—1530);
- епископ Vicente Valverde Álvarez OP (1533 — ?);
- епископ Tomás de Berlanga OP (11.02.1534 — 1537);
  - Sede vacante (1537—1546);
- епископ Pablo de Torres OP (27.01.1546 — 1560);
- епископ Juan de Vaca (Baca) OSB (27.06.1561 — 1565);
- епископ Francisco de Abrego (15.02.1566 — 26.07.1574);
- епископ Manuel de Mercado Aldrete OSH (28.03.1576 — 4.04.1580);
- епископ Bartolomé de Ledesma OP (20.10.1580 — 3.06.1583) — назначен епископом Антекера;
  - Sede vacante (1583—1587);
- епископ Bartolomé Martinez Menacho y Mesa (Mechado) (27.04.1587 — 30.04.1593) — назначен архиепископом Сантафе-эн-Нуэва-Гранады;
- епископ Pedro Duque de Rivera SJ (27.07.1594 — декабрь 1594);
  - Sede vacante (1594—1598);
- епископ Antonio Calderón de León (25.05.1598 — 4.07.1605) — назначен епископом Санта-Крус-де-ла-Сьерры;
- епископ Agustín de Carvajal OSA (18.07.1605 — 7.05.1612) — назначен епископом Хуаманги;
- епископ Francisco de la Cámara y Raya OP (15.04.1613 — 18.08.1624);
- епископ Cristóbal Martínez de Salas OPraem (27.10.1625 — 22.10.1640);
- епископ Hernando de Ramírez y Sánchez OSST (16.09.1641 — 11.04.1652);
  - Sede vacante (1652—1655);
- епископ Bernardo de Izaguirre Reyes (21.04.1655 — 31.07.1662) — назначен епископом Куско;
- епископ Diego López de Vergara y Aguilar (8.08.1662 — ?);
- епископ Sancho Pardo de Andrade de Figueroa y Cárdenas (24.03.1664 — январь 1671);
- епископ Antonio de León y Becerra (21.03.1672 — 19.10.1676) — назначен епископом Трухильо;
- епископ Lucas Fernández de Piedrahita (16.11.1676 — 29.03.1688);
- епископ Diego Ladrón de Guevara (6.06.1689 — 11.04.1699) — назначен епископом Хуаманги;
- епископ Juan de Argüelles OSA (18.05.1699 — 21.03.1711) — назначен епископом Арекипы;
- епископ Juan José Llamas Rivas OCarm (13.01.1714 — 1.04.1719);
- епископ Bernardo Serrada OCarm (3.03.1721 — 19.12.1725) — назначен епископом Куско;
- епископ Agustín Rodríguez Delgado (19.12.1725 — 17.12.1731) — назначен епископом Ла-Паса;
- епископ Pedro Morcillo Rubio de Suñón (17.12.1731 — 18.04.1742) — назначен епископом Куско;
- епископ Diego de Salinas y Cabrera OSA (1742);
- епископ Juan de Castañeda (9.07.1742 — 20.01.1749) — назначен епископом Куско;
- епископ Felipe Manrique de Lara (21.07.1749 — 23.02.1750) — назначен епископом Хуаманги;
- епископ Juan Bautista Taborga (Tabarga) y Durana (23.02.1750 — июль 1750);
- епископ Valentín Moran Menéndez OdeM (23.09.1750 — 15.03.1751) — назначен епископом Канарских островов;
- епископ Francisco Javier de Luna Victoria y Castro (17.05.1751 — 13.03.1758) — назначен епископом Трухильо;
- епископ Juan Manuel Jeronimo de Romaní y Carrillo (13.03.1758 — 26.09.1763) — назначен епископом Куско;
- епископ Miguel Moreno y Ollo (19.12.1763 — 12.03.1770) — назначен епископом Хуаманги;
- епископ Francisco de los Ríos y Armengol OP (28.05.1770 — 17.11.1776);
- епископ José Antonio Umeres de Miranda (Humeres) (15.12.1777 — 11.09.1791);
- епископ Remigio de La Santa y Ortega (18.06.1792 — 24.07.1797) — назначен епископом Ла-Паса;
- епископ Manuel Joaquín González de Acuña y Saenz (24.07.1797 — 20.07.1813);
- епископ Simón López García CO (1814 — 18.12.1815) — назначен епископом Ориуэлы;
- епископ José Higinio Durán y Martel OdeM (18.12.1815 — 22.10.1823);
- епископ Juan José Cabarcas González y Argüello (24.07.1835 — 16.04.1847);
- епископ Juan Francisco del Rosario Manfredo y Ballestas (21.04.1847 — 21.04.1850);
  - Sede vacante (1850—1855);
- епископ Eduardo Vásquez OP (17.08.1855 — 3.01.1870);
- епископ Ignacio Antonio Parra (21.03.1870 — 19.08.1875);
- епископ José Telésphor Paúl y Vargas SJ (17.09.1875 — 6.08.1884) — назначен архиепископом Сантафе-эн-Нуэва-Гранады;
- епископ Jose Alejandro Peralta (4.06.1886 — 8.07.1899);
- епископ Francisco Javier Junguito SJ (15.04.1901 — 21.10.1911);
- епископ Guillermo Rojas y Arrieta CM (21.03.1912 — 4.02.1933);
- епископ Juan José Maíztegui y Besoitaiturria CMF (24.02.1933 — 28.09.1943);
- архиепископ Francisco Beckmann CMF (13.01.1945 — 30.10.1963);
- архиепископ Tomás Alberto Clavel Méndez (3.03.1964 — 18.12.1968);
- архиепископ Marcos Gregorio McGrath CSC (5.02.1969 — 18.04.1994);
- архиепископ José Dimas Cedeño Delgado (18.04.1994 — 18.02.2010);
- архиепископ José Domingo Ulloa Mendieta OSA (18.02.2010 — по настоящее время).

## Источник
- Annuario Pontificio, Libreria Editrice Vaticana, Città del Vaticano, 2003, ISBN 88-209-7422-3
- Булла Romanorum Pontificum, Raffaele de Martinis, Iuris pontificii de propaganda fide. Pars prima, Tomo VII, Romae 1898, стр. 234  (лат.)
- Булла Etsi cotidie Архивная копия от 2 февраля 2020 на Wayback Machine, AAS 47 (1955), стр. 532  (лат.)
- Konrad Eubel, Hierarchia Catholica Medii Aevi, vol. 3 Архивная копия от 21 марта 2019 на Wayback Machine, стр. 268; vol. 4, стр. 272; vol. 5, стр. 305; vol. 6, стр. 326—327; vol. 7, стр. 297; vol. 8, стр. 437  (лат.)